# Вільшанка (притока Норині)
Вільшанка, Ольшанка — річка в Україні, у Овруцькому районі Житомирської області, права притока Норині (басейн Прип'яті).

## Опис
Довжина річки 15 км., похил річки — 1,4 м/км. Формується з багатьох безіменних струмків та 3 водойм. Площа басейну 106 км².

## Розташування
Бере початок на сході від села Білокамінка. Спочатку тече на північний захід у межах села Потаповичі, потім на північний схід через села Велика Фосня, Мала Фосня та Великі Мошки. На околиці села Раківщина впадає в річку Норинь, притоку Ужа.